# Microrégion du Cariri oriental
La microrégion du Cariri oriental est l'une des quatre microrégions qui subdivisent la région de la Borborema de l'État de la Paraíba au Brésil.
Elle comporte 12 municipalités qui regroupaient 61 388 [habitants en 2006 pour une superficie totale de 4 242 km2.

## Municipalités[1]
- Alcantil
- Barra de Santana
- Barra de São Miguel
- Boqueirão
- Cabaceiras
- Caraúbas
- Caturité
- Gurjão
- Riacho de Santo Antônio
- Santo André
- São Domingos do Cariri
- São João do Cariri